# ستيفن غلين
ستيفن غلين هو لاعب كرة القدم الكندية كندي، ولد في 4 مايو 1971 في أوتاوا في كندا.